# District de Lingling
Le district de Lingling (零陵区 ; pinyin : Linglíng Qū) est une subdivision administrative de la province du Hunan en Chine. Il est placé sous la juridiction de la ville-préfecture de Yongzhou.